# PeteStrumentals
Albums de Pete Rock
Soul Survivor
(1994) Lost & Found: Hip Hop Underground Soul Classics
(2003)
Singles
1. Back on da Block
Sortie : 2001
2. Mind Frame
Sortie : 2001
3. Nothin' Lesser
Sortie : 2001

PeteStrumentals est le deuxième album studio de Pete Rock, sorti le 1er mai 2001.
À l'origine, les titres ont été enregistrés entre 1990 et 1995, mais remixés plus tard. Tous les morceaux chantés ont été enregistrés exclusivement pour le projet entre 2000 et 2001.
Il existe deux versions de l'opus. Sur la première version, douze des quatorze titres sont des instrumentaux et les morceaux Cake et Nothin' Lesser sont interprétés par The U.N.. Sur la deuxième version, cinq des six titres comportent des featurings de The U.N., Freddie Foxxx, Nature et l'ancien partenaire de Pete Rock, CL Smooth.
Le 10 mai 2011, une édition limitée a été publiée pour célébrer le dixième anniversaire de l'album, comprenant un disque bonus sur lequel on retrouve tous les singles de l'album original de 2001, un remix de Back on da Block, une version clean de Cake ainsi que des versions a cappella et instrumentales de Back on da Block, Nothin' Lesser, Mind Frame et Give It to Y'all.
Une sequel, PeteStrumentals 2 est sortie le 23 juin 2015.
Il s'est classé 61e au Top R&B/Hip-Hop Albums et 21e au Top Independent Albums.

## Liste des titres
| 1.  | A Little Soul                                                            | Tensity du Cannonball Adderley Quintet Sessao Das 10 d'Emílio Santiago | 5:29 |
| 2.  | Play Dis Only at Night                                                   | Baby, This Love I Have de Minnie Riperton Prelude de Lamont Dozier Stop the Rain de l'Average White Band Theme From the Planets de Dexter Wansel                                                                                                | 5:14 |
| 3.  | Something Funky                                                          | | 4:13 |
| 4.  | For the People                                                           | | 4:27 |
| 5.  | Hip Hopcrisy                                                             | Rehabilitation du Hubert Laws Group Do the Funky Penguin de Rufus Thomas Do the Funky Penguin (Part 2) de Rufus Thomas | 4:22 |
| 6.  | Smooth Sailing                                                           | Quiet Lady de Thad Jones et Mel Lewis | 4:56 |
| 7.  | Pete's Jazz                                                              | You Can't Hide Love de Creative Source Tensity du Cannonball Adderley Quintet I Get Lifted de George McCrae Open Your Eyes You Can Fly de Gary Burton I'm Gonna Love You a Little Bit More de Lloyd Charmers                                    | 5:21 |
| 8.  | The Boss                                                                 | Satin Doll de Dorothy Ashby The Boss de James Brown I Love You That's All d'Isaac Hayes | 4:35 |
| 9.  | Get Involved                                                             | Windy C de 100% Pure Poison I Shot the Sheriff d'Eric Clapton Get Up, Get Into It, Get Involved de James Brown | 5:08 |
| 10. | Give It to Y'all                                                         | Humpty Dumpty de Placebo Prelude de Freda Payne (Don't Worry) if There's a Hell Below, We're All Going to Go de Curtis Mayfield It Ain't Hard to Tell de Nas Smokin Cheeba-Cheeba du Harlem Underground Band Psychedelic Shack d'Albino Gorilla | 3:41 |
| 11. | Walk on By                                                               | Walk on By d'Isaac Hayes Just Rhymin' With Biz de Big Daddy Kane featuring Biz Markie | 4:37 |
| 12. | Cake (featuring The U.N.)                                                | Ike's Rap I d'Isaac Hayes | 4:43 |
| 13. | What You Waiting For                                                     | Games de Dorothy Ashby Tensity du Cannonball Adderley Quintet Queen of Downs de Giant Get Up, Get Into It, Get Involved de James Brown | 4:23 |
| 14. | Nothin' Lesser (Jamie's Mix) (featuring The U.N. – Remix de Jamie Staub) | | 4:38 |

| 1.  | A Little Soul                            | | 5:41 |
| 2.  | Play Dis Only at Night                   | | 5:07 |
| 3.  | Something Funky                          | Misdemeanor d'Ahmad Jamal Funky 2 Listen 2 de Large Professor | 4:23 |
| 4.  | For the People                           | Psychedelic Shack d'Albino Gorilla You Call It Madness de Clare Fischer | 4:32 |
| 5.  | To My Advantage (featuring Nature)       | Beyond Forever d'Eddie Henderson In Too Deep de Nas et Nature The Rumble de Coleridge-Taylor Perkinson Risin' to the Top de Keni Burke One Love de Nas featuring Q-Tip Survival of the Fittest de Mobb Deep | 4:33 |
| 6.  | Smooth Sailing                           | | 5:11 |
| 7.  | Pete's Jazz                              | | 5:38 |
| 8.  | Back on da Block (featuring C.L. Smooth) | Humpty Dump des Vibrettes Warp Factor II de Montana Tensity du Cannonball Adderley Quintet Superappin' de Grandmaster Flash and The Furious Five                                                            | 5:04 |
| 9.  | The Boss                                 | | 4:48 |
| 10. | Get Involved                             | | 5:05 |
| 11. | Nothin' Lesser (featuring The U.N.)      | Bring It On de Jay-Z featuring Jaz et Sauce Money The Robbery and the Chase de Coleridge-Taylor Perkinson B.Y.S. de Gang Starr                                                                              | 4:59 |
| 12. | Walk on By                               | | 4:32 |
| 13. | Take the D Train                         | You're the One for Me de D. Train Sunset de Kenny Barron | 4:54 |
| 14. | Mind Frame (featuring Freddie Foxxx)     | Driving in the Sun d'Isaac Hayes A House Full of Girls d'Isaac Hayes Power d'Earth, Wind & Fire | 5:14 |
| 15. | Cake (featuring The U.N.)                | | 4:35 |
| 16. | Outro                                    | | 1:25 |

| 1.  | Back on da Block (E.Q. Bonus RMX)         | 4:46 |
| 2.  | Back on da Block (Instrumental)           | 4:55 |
| 3.  | Back on da Block (A Cappella)             | 4:41 |
| 4.  | Back on da Block (Pete's Block Barty Dub) | 4:56 |
| 5.  | Nothin' Lesser (Jamie's Mix)              | 4:40 |
| 6.  | Nothin' Lesser (Instrumental)             | 4:52 |
| 7.  | Nothin' Lesser (A Cappella)               | 3:55 |
| 8.  | Hip Hopcrisy                              | 4:23 |
| 9.  | Mind Frame (Instrumental)                 | 5:05 |
| 10. | Mind Frame (A Cappella)                   | 5:05 |
| 11. | Give It to Y'All                          | 3:42 |
| 12. | Give It to Y'All (Instrumental)           | 3:44 |
| 13. | Give It to Y'All (A Cappella)             | 3:03 |
| 14. | What You Waiting For                      | 4:24 |
| 15. | Cake (Clean Version)                      | 4:43 |
| 16. | Outro (Instrumental)                      | 1:02 |